# 舒跃龙
舒跃龙（1970年3月—），男，中国医学病毒学家，中山大学公共卫生学院（深圳）教授，博士生导师，中国疾病预防控制中心病毒病预防控制所兼职研究员。中国医学科学院学术咨询委员会学部委员。中国医学科学院病原生物学研究所所长

## 教育经历
1995年在中国预防医学科学院（现中国疾控中心）获病原生物学博士学位，1999-2002年在美国加州大学洛杉矶分校从事病毒学博士后研究。

## 研究方向
主要研究方向为动物流感跨种传播及致病机制、流感病毒的分子进化、流感新型疫苗及诊断方法、新发传染病病原学、传染病流行病学等方向。